# Agent contractuel de la fonction publique française
Pour le cas particulier des contractuels recrutés par les collectivités territoriales, voir Agent contractuel dans les collectivités territoriales françaises.
Dans la fonction publique française, un agent contractuel est un agent public recruté sous contrat pour faire face à un besoin temporaire de l'administration ou pour occuper un emploi permanent. Contrairement aux fonctionnaires, essentiellement recrutés par concours et régis par un statut, les contractuels signent avec leur employeur public un contrat de travail (à durée déterminée ou à durée indéterminée, généralement de droit public et parfois de droit privé) qui fixe leurs droits et leurs obligations.
L’article 3 de la loi no 83-634 du 13 juillet 1983 portant droits et obligations des fonctionnaires prévoit que les emplois permanents de l’État, des régions, des départements, des communes ainsi que de leurs établissements publics administratifs doivent, en principe, être réservés aux fonctionnaires. Certaines dérogations à ce principe sont prévues et notamment, le recours aux agents contractuels.
Les agents contractuels sont l'une des catégories d'agents non titulaires de la fonction publique avec les auxiliaires, les vacataires, les stagiaires et les emplois de cabinet. Ces agents se distinguent des fonctionnaires. Ces agents contractuels peuvent cependant être titularisés en passant un concours interne, en bénéficiant d’un recrutement sans concours ou en passant un examen professionnel.
En 2017, plus d’un agent de la fonction publique sur cinq est contractuel. Cette part, stable entre 2011 et 2016, a augmenté en 2017 (+0,6 point) en lien avec le réemploi de nombreux contrats aidés sous statut d'agents contractuels de droit public. Par versant, leur part est plus élevée dans la fonction publique territoriale (26 %) que dans la fonction publique hospitalière (23 %) et la fonction publique d’État (20 %). Une tendance à l’accroissement du nombre d’agents contractuels dans la fonction publique est aujourd’hui constatée.

## Nombre d'agents contractuels dans la fonction publique française
Au cours de l’année 2017, 1,4 million d’agents contractuels ont été employés dans la fonction publique. Entre 2011 et 2017, leur nombre a augmenté en moyenne de 1,1 % par an dans l’ensemble de la fonction publique et l’emploi public a augmenté de 0,2 %. Tous versants confondus, la part des contractuels s’élève à 22,5 % de l’effectif total des agents de la fonction publique.
Dans la fonction publique de l'État, après une hausse en 2016, les effectifs sont stables en 2017. Le nombre d’emplois aidés recule et celui des contractuels augmente (+ 16 300 postes).
Dans la fonction publique territoriale, après une baisse en 2016, l’emploi diminue au même rythme en 2017. Le nombre de contrats aidés chute de 25,8 % mais est en partie compensé par une nette hausse des emplois de contractuels (+ 19 300 postes).
Dans la fonction publique hospitalière, les effectifs se stabilisent après plusieurs années de ralentissement et nous avons une nette hausse du nombre de contractuels (+12 500).
La loi no 2019-828 du 6 août 2019 de transformation de la fonction publique permet de prévoir une hausse du recrutement d’agents contractuels dans l’ensemble de la fonction publique puisqu’elle élargit les cas de recours aux contractuels: 
1. La possibilité de recruter des contractuels s’ouvre désormais aux emplois de direction dans les trois fonctions publiques : c’est le cas par exemple pour les emplois de chef de service ou de sous-directeur d’administration centrale, de directeur adjoint d’hôpital, de directeur général des services (DGS) des communes de plus de 40 000 habitants, … ;
2. Il est désormais possible pour les administrations de recruter des agents contractuels pour des contrats de projet dans le but de mener à bien un projet ou une opération identifiée ;
3. Dans la fonction publique d’État, les établissements publics de l’État peuvent désormais embaucher des agents contractuels pour une majorité de leurs emplois alors qu’auparavant, cette possibilité était réservée à certains établissements publics figurant sur une liste établie par décret en Conseil d’État ;
4. Les cas pouvant justifier le recrutement d’un agent contractuel sont également élargis dans la fonction publique hospitalière et dans la fonction publique territoriale.

## Les caractéristiques des agents contractuels au sein de la fonction publique
Un agent contractuel de la fonction publique est un agent non statutaire de l'administration, dont la situation est régie par un contrat qui détermine ses droits et obligations. Les agents contractuels sont l'une des catégories d'agents non titulaires de la fonction publique, avec les auxiliaires, les vacataires, les stagiaires et les emplois de cabinet. Les agents contractuels se distinguent des fonctionnaires.
En 2019, les agents contractuels de la fonction publique représentent plus d'un agent public sur cinq dont près de la moitié ont des contrats à durée déterminée et donc précaires comme les autres non titulaires. Dans certains cas l'« embauche de
personnels contractuels permet de
s’affranchir de conditions d’exercice
et de rémunération inadaptées à la
réalité du marché de l’emploi sur
des segments particulier », « À la différence des agents titulaires, les
agents contractuels ne bénéficient
juridiquement d’aucun système
de carrière ou de promotion » et ces emplois sont en développement et limitent le nombre de fonctionnaires qui sont recrutés sur concours.

### Distinction fonctionnaires / contractuels
Un fonctionnaire est un agent public titulaire. Il a pour particularité qu’il est titularisé, ce qui le rend lié à son poste, il bénéficie d’une sécurité de l’emploi et l’administration doit trouver à cet agent un emploi qui correspond à son grade. Il reçoit un traitement, équivalent d’un salaire, en rémunération de son travail et est soumis à un statut : chaque fonction publique est régie par des dispositions particulières à caractère national. Le statut général des fonctionnaires dépend ainsi de quatre lois formant chacune l’un des titres de ce statut: La loi no 83-634 du 13 juillet 1983 portant droits et obligations des fonctionnaires constitue le Titre I de ce statut, relatif aux dispositions générales applicables aux trois fonctions publiques. Le Titre II de ce statut général, mis en place par la loi no 84-16 du 11 janvier 1984 portant dispositions statutaires relatives à la fonction publique de l’État, concerne spécifiquement la fonction publique d’État. La fonction publique territoriale constitue le Titre III du statut général mis en place par la loi no 84-53 du 26 janvier 1984 portant dispositions statutaires relatives à la fonction publique territoriale. Enfin, le Titre IV du statut général relatif à la fonction publique hospitalière est régi par la loi no 86-33 du 9 janvier 1986 portant dispositions statutaires relatives à la fonction publique hospitalière.
Les agents contractuels de la fonction publique ne sont pas régis par le statut de la fonction publique, mais par un contrat. Ils sont soumis en grande partie à la loi du 13 juillet 1983 portant droits et obligations des fonctionnaires mais leur statut est plus largement encadré par de nombreux décrets: pour la fonction publique d'État : décret no 86-83 du 17 janvier 1986 relatif aux dispositions générales applicables aux agents contractuels de l'État pris pour l'application des articles 7 et 7 bis de la loi no 84-16 du 11 janvier 1984 portant dispositions statutaires relatives à la fonction publique de l'État. Pour la fonction publique territoriale: décret no 88-145 du 15 février 1988 pris pour l'application de l'article 136 de la loi du 26 janvier 1984 modifiée portant dispositions statutaires relatives à la fonction publique territoriale et relatif aux agents contractuels de la fonction publique territoriale. Pour la fonction publique hospitalière: décret no 91-155 du 6 février 1991 relatif aux dispositions générales applicables aux agents contractuels des établissements mentionnés à l'article 2 de la loi no 86-33 du 9 janvier 1986 modifiée portant dispositions statutaires relatives à la fonction publique hospitalière.
Sur plusieurs points, les fonctionnaires se distinguent des agents contractuels.

#### Concours
Les fonctionnaires sont généralement recrutés par concours organisés pour tous les niveaux d’études donnant accès à l’une des trois catégories : A, B, C. Il s’agit d’une procédure par laquelle l’administration procède régulièrement à des épreuves culturelles et professionnelles ayant pour objet de recruter des agents publics.
L’article 2 de la loi du 26 janvier 1984 précise que les emplois de fonctionnaires sont, par principe, occupés par des agents titulaires qui ont été recrutés par concours mais cette loi prévoit des dérogations qui autorisent les recrutements contractuels. Les administrations de l'État, les collectivités territoriales et les établissements publics hospitaliers recrutent principalement sur concours mais peuvent néanmoins faire appel à des entreprises de travail temporaire ou recruter directement des agents contractuels sous certaines conditions.
Les agents contractuels n’accèdent donc pas à la fonction publique via la voie traditionnelle du concours. Les possibilités de recourir à des contractuels pour occuper un poste au sein de la fonction publique sont cependant strictement encadrées.

#### Grade
La fonction publique est organisée en corps classé dans l’une des catégories A, B et C, et chaque corps est constitué de plusieurs grades ou classes.
L’article 12 de la loi no 83-634 du 13 juillet 1983 portant droits et obligations des fonctionnaires pose un principe de distinction du grade et de l’emploi. Ainsi, le fonctionnaire est titulaire de son grade. L'administration a le droit d’affecter un fonctionnaire à un emploi différent de celui que son grade lui donne vocation à occuper et le fonctionnaire ne peut invoquer de droits acquis contre la modification de son emploi ou de son affectation. La suppression de son emploi ne provoque pas le licenciement du fonctionnaire, ainsi le fonctionnaire dispose d’une garantie de l’emploi dont ne disposent pas les contractuels. Les agents contractuels ne sont par principe titulaires d’aucun grade. Ils ne bénéficient pas de la garantie de l’emploi puisque le contrat liant l’administration à l’agent est en principe un contrat à durée déterminée et un agent n’a aucun droit au renouvellement de son contrat arrivé à échéance.
Des dispositifs permettent cependant aux agents contractuels l’accès au statut de fonctionnaire donc leur titularisation dans la fonction publique : l’accès aux concours internes est ouvert aux contractuels après un nombre d'années de contrat précisé dans les statuts particuliers de chaque corps pour la fonction publique de l'État ou hospitalière ou cadre d'emplois pour la fonction publique territoriale ; un agent contractuel n'a, en principe, aucun droit au renouvellement de son contrat à durée déterminée mais il peut être reconduit pour une durée indéterminée.
La loi du 12 mars 2012, dite « loi Sauvadet », visait à faciliter l’accès au statut de fonctionnaire des agents contractuels. Le dispositif « Sauvadet » mettait en place, dans les trois versants de la fonction publique, des examens professionnalisés, concours réservés et recrutements réservés sans concours pour l’accès au premier grade des corps de catégorie C, l’objectif étant de permettre aux contractuels d’être titularisés sous conditions strictes d’éligibilité. Ce dispositif devait se terminer en 2016 mais a été reconduit jusqu'en 2018 pour un certain nombre d'agents contractuels. L’ordonnance no 2017-543 du 13 avril 2017 reconduit ce dispositif jusqu'en 2020, mais uniquement pour les agents contractuels de certains établissements publics de l'État.

#### Carrière / avancement
Au cours de sa carrière, le fonctionnaire bénéficie d'avancements d'échelon et éventuellement de grade mais il peut également changer de corps ou de cadre d'emplois. Les agents contractuels n’ont pas de droit à l’avancement puisque leur salaire et les conditions d'évolution de leur carrière sont précisés par leur contrat.
Les contractuels ne bénéficient d'aucune autre voie de promotion que celle déterminée dans leur contrat. Cependant, différentes mesures sont venues renforcer leurs droits et leur ouvrir une évolution de carrière. Les contractuels peuvent bénéficier d’une évaluation qui, en fonction du résultat, peut justifier que la rémunération d’un agent contractuel sous CDI fasse l'objet d'un réexamen et d’une éventuelle modification par voie d'avenant au contrat initial : la loi no 2005-843 du 26 juillet 2005  prévoit notamment qu’un agent contractuel en CDD de plus d'un an, a droit à un entretien professionnel ; les décrets no 2007-338 du 12 mars 2007 pour la fonction publique d’État, no 2007-1829 du 24 décembre 2007 pour la fonction publique territoriale, et no 2010-19 du 6 janvier 2010 pour la fonction publique hospitalière prévoient que les compétences des agents sous CDI sont évaluées au moins tous les trois ans mais ce réexamen du traitement de l’agent tous les trois ans ne comporte pas d’obligation d’augmentation.
S’il est titularisé, l’ex-contractuel pourra voir ses années passées dans la fonction publique sous contrat retenues pour le calcul de son ancienneté, donc de son échelon et de sa rémunération. Le nombre d'années reprises au titre de l’ancienneté varie selon le statut du corps ou cadre d'emplois concerné.

### Similitudes fonctionnaires / contractuels

#### Droits et obligations
Les droits et obligations auxquels sont soumis les fonctionnaires s'appliquent mutatis mutandis aux contractuels. Les contractuels sont soumis en grande partie à la loi du 13 juillet 1983 portant droits et obligations des fonctionnaires.

##### Droits
Les contractuels jouissent de la plupart des droits dont bénéficient les fonctionnaires.
Les contractuels ne bénéficient pas toujours des mêmes congés annuels que les fonctionnaires. Par exemple, les agents contractuels du Ministère de l'Enseignement Supérieur ne bénéficient que dans certains cas de la même durée de congés annuels que leurs collègues titulaires, soit 9 semaines; ils sont souvent soumis au régime général (2,5 jours par mois). Concernant les congés maladie, ce n'est qu'après quatre mois d'ancienneté que les agents contractuels peuvent prétendre, comme leurs collègues titulaires, à conserver leur traitement ; dans le cas contraire, leurs absences sont décomptées de leur salaire, et ils sont soumis au régime général de la sécurité sociale (trois jours de carence, indemnités journalières correspondant à 50 % du salaire). Pour bénéficier d'un congé parental, les agents contractuels doivent justifier d'une ancienneté minimale d'un an, en service continu.
Tout comme le fonctionnaire, le contractuel a un droit au dossier individuel qui doit comporter toutes les pièces intéressant sa situation administrative. Ce dossier ou tout autre document administratif ne peut faire état des opinions ou des activités politiques, syndicales, religieuses ou philosophiques de l’intéressé.
Si l’article 1-1 du décret no 88-145 du 15 février 1988 liste expressément certains droits applicables aux agents contractuels (droit au dossier individuel notamment), l’article 136 de la loi no 84-53 du 26 janvier 1984 rend applicable aux agents contractuels certaines dispositions de la loi du 13 juillet 1983 relative aux droits et obligations des fonctionnaires: 
- Liberté d’opinion : tout comme le fonctionnaire, l'agent contractuel ne doit pas être discriminé en raison de ses opinions politiques, syndicales, philosophiques, religieuses. L'agent contractuel ne doit pas non plus être discriminé en raison de son origine, de son orientation sexuelle, âge, situation de famille, de son apparence physique, de son appartenance vraie ou supposée à une ethnie ou à une race, de son état de santé ou de son handicap[29];
- Non-discrimination;
- Protection en raison du harcèlement sexuel ou moral;
- Droit syndical qui permet aux agents publics de bénéficier d'informations syndicales et d'exercer une activité syndicale sur leur temps de travail[30];
- Le droit de grève est reconnu aux agents publics, fonctionnaires ou contractuels. La grève est une cessation collective et concertée du travail destinée à appuyer des revendications professionnelles. Elle est reconnue aux agents publics. L'exercice du droit de grève est soumis à préavis, fait l'objet de certaines limitations et entraîne des retenues sur salaires[31].

##### Obligations
Les obligations des fonctionnaires (articles 26 à 28 du statut général) sont applicables aux agents contractuels:
- Responsabilité de l’exécution des tâches confiées ;
- Devoir d’obéissance hiérarchique sauf si l’ordre est illégal ou de nature à compromettre gravement un intérêt public ;
- Secret professionnel dans le cadre du Code pénal et obligation de discrétion professionnelle sur les faits et informations dont ils ont connaissance dans l’exercice de leurs fonctions, devoir de réserve ;
- Interdiction de communiquer des documents à des tiers ;
- Obligation de neutralité ;
- Respect des règles de cumul d’activités ;
- Devoir d’information du public ;
- Respect du principe de laïcité …

Les contractuels sont soumis au principe de la sanction disciplinaire en cas de faute commise dans l'exercice ou à l’occasion de l’exercice des fonctions.

#### Rémunération
Dans la hiérarchie administrative, la position du fonctionnaire est déterminée par sa catégorie (A, B ou C), son corps ou son cadre d'emplois, son grade et son échelon. Pour chaque grade existe une grille indiciaire, échelle d'indices affectés aux échelons, qui vont permettre de calculer le salaire brut mensuel du fonctionnaire. Et, de là, sa rémunération nette mensuelle.
Par principe, les conditions de rémunération des agents contractuels sont fixées par contrat. L'employeur public bénéficie d'une grande liberté pour fixer la rémunération d'un agent contractuel. Pour fixer le montant de la rémunération, l'administration employeur doit tenir compte des "fonctions occupées, la qualification requise pour leur exercice, la qualification (responsabilité/technicité particulière) détenue par l'agent ainsi que son expérience".
Cette rémunération peut faire référence à un indice de la fonction publique, ou être basée sur des montants fixes et/ou des taux horaires particuliers. Aucun régime indemnitaire n'est obligatoire. Par ailleurs, les agents en CDD ne peuvent prétendre à des revalorisations salariales automatiques à l'ancienneté, sur le modèle des avancements d'échelon pratiqués pour les fonctionnaires titulaires.
La CJUE a posé le principe qu'un agent contractuel et un fonctionnaire exerçant des tâches comparables dans une situation comparable doivent percevoir le même traitement et le caractère temporaire d'un contrat ne peut pas justifier cette différence. Il y a donc un principe d’égalité de rémunération entre un fonctionnaire et un agent contractuel placés dans une situation comparable.
Depuis la loi du 6 août 2019 portant transformation de la fonction publique, les agents contractuels ayant été recrutés pour des contrats courts correspondant à des contrats de moins d’un an ou un an renouvellements compris, toucheront une prime de précarité dont le montant sera égal à 10 % de la rémunération brute globale de l’agent contractuel. L’article 23 de la loi qui modifie l’article 136 de la loi no 84-53 du 26 janvier 1984 prévoit que cette indemnité de précarité sera mise en place par tous les employeurs publics pour l’ensemble des contrats conclus à partir du 1er janvier 2021. Cependant, sont exclus les agents en contrat saisonnier tout comme les agents contractuels recrutés sur des emplois de direction ou ceux qui signeront pour un contrat de projet. Le coût estimé de cette mesure sur les finances publiques serait, à partir de 2021, d’environ 400 millions d’euros par an. Les modalités d'application de cette mesure seront précisées par un décret en Conseil d'État prévu pour fin 2020.

#### Mobilité
Les agents contractuels n'ont pas les mêmes possibilités de mobilité que les agents de la fonction publique. Des réformes relativement récentes viennent donner aux contractuels des possibilités de mobilité similaires à celles des fonctionnaires: 
En termes de mise à disposition, le régime applicable aux agents contractuels tend à se rapprocher de celui des fonctionnaires : l’article 20 du décret du 12 mars 2007 insère un titre VIII bis qui ouvre aux agents non titulaires le bénéfice de la mise à disposition et le droit à un congé de mobilité : tout comme les fonctionnaires, les contractuels peuvent être mis à disposition c’est-à-dire que « la situation de l’agent qui est réputé occuper son emploi, continue à percevoir la rémunération afférente à celui-ci, mais exerce des fonctions hors du service au sein duquel il a vocation à servir » . Le régime de la mise à disposition des agents non titulaires est identique à celui prévu à l’article 33-1 du décret du 17 janvier 1986 à l’égard des fonctionnaires de l’État. L’article 33-2 du décret du 17 janvier 1986 créer un « congé de mobilité » qui doit permettre à l’agent non titulaire d’être recruté par une autre administration, tout en conservant la possibilité de retrouver son emploi précédent sous réserve des nécessités de service. Ce dispositif n’est applicable qu’aux agents contractuels en CDI, aucun dispositif similaire n’est prévu pour les agents contractuels en CDD.
La loi n° 2009-972 du 3 août 2009 relative à la mobilité et aux parcours professionnels dans la fonction publique a été adoptée avec plusieurs objectifs. D’une part, elle permet de faciliter les mobilités au sein de la fonction publique en « assouplissant les conditions de détachement et en créant l'intégration directe ». Cette loi créer un véritable droit à la mobilité. De plus, cette loi concerne également les contractuels dans son « Chapitre 2 - Le recrutement dans la fonction publique » notamment en permettant le recours encadré aux entreprises d’intérim ou « entreprise de travail temporaire » .
Depuis la loi Sauvadet du 12 mars 2012, l’agent contractuel recruté en CDI peut bénéficier du maintien de celui-ci en cas de mutation mais à la condition que celle-ci s’effectue sein d’une même fonction publique mais le nouveau contrat ne reprendra pas obligatoirement toutes les dispositions du précédent.

## Le recours au contrat
Plusieurs raisons motivent le recours de l’administration au contrat pour recruter ses agents. En premier lieu, il s'agit d'un procédé plus simple et rapide que l'ouverture de places à un concours et il permet la sélection d'une personne spécifique sur des critères qui ne seraient pas pris en compte lors de la procédure de recrutement des titulaires. Enfin, il se peut que l'emploi auquel cet agent sera affecté ne soit que temporaire. Cependant, le législateur tend à limiter le recours au contrat afin qu'il reste la procédure d'exception. En effet, le recrutement par concours des fonctionnaires et leur statut se justifient par la nécessité d'une procédure transparente de mise en compétition des candidats susceptible de garantir l'effectivité d'un droit fondamental:
« […] Tous les Citoyens étant égaux à ses yeux sont également admissibles à toutes dignités, places et emplois publics, selon leur capacité, et sans autre distinction que celle de leurs vertus et de leurs talents » —  Déclaration des Droits de l'Homme et du Citoyen, Art. 6.
En conséquence, la loi a prévu un cadre limitatif de recours au contrat, qui varie selon les fonctions publiques, et déroge au principe d'occupation des emplois publics par des fonctionnaires.
« Sauf dérogation prévue par une disposition législative, les emplois civils permanents de l'État, des régions, des départements, des communes et de leurs établissements publics à caractère administratif sont, à l'exception de ceux réservés aux magistrats de l'ordre judiciaire et aux fonctionnaires des assemblées parlementaires, occupés soit par des fonctionnaires régis par le présent titre, soit par des fonctionnaires des assemblées parlementaires, des magistrats de l'ordre judiciaire ou des militaires dans les conditions prévues par leur statut. » — Loi Le Pors, Art. 3.

### Cas de recours
Les possibilités de recourir à des agents contractuels sont différentes d’une fonction publique à une autre. Les cas de recours aux agents contractuels sont globalement similaires pour les trois fonctions publiques.

#### Fonction publique d’État
Les emplois de la fonction publique d’État sont normalement occupés par des fonctionnaires. Par dérogation à ce principe, les administrations et établissements publics d’État peuvent recruter des agents contractuels (sauf pour les emplois liés au personnel de recherche), et la durée du contrat dépendra du motif du recrutement.
Un agent contractuel peut être recruté en CDD de 3 ans maximum, renouvelables par reconduction expresse, dans la limite de 6 ans dans plusieurs cas :
- sur un emploi de catégorie A, B ou C, lorsqu'il n'existe pas de corps de fonctionnaires pour assurer les fonctions recherchées ;
- sur un emploi de catégorie A, lorsque les fonctions ou les besoins du service le justifient et qu'aucun fonctionnaire n'a pu être recruté ; dans les représentations de l’État à l'étranger ;
- sur un emploi de catégorie A, B ou C, lorsque la nature des fonctions ou les besoins du service le justifient et qu'aucun fonctionnaire n'a pu être recruté ;

- pour remplacer temporairement un fonctionnaire ou un autre contractuel travaillant à temps partiel, absent en raison d'un congé annuel, d'un congé de maladie ;
- en cas d’accroissement temporaire ou saisonnier d'activité.

Dans la fonction publique d’État, certains emplois spécifiques peuvent être occupés par des contractuels. C’est le cas par exemple des emplois supérieurs sur lesquels la nomination relève du gouvernement tel que les directeurs d'administration centrale, préfets, ambassadeurs, etc. ou pour des emplois de certaines institutions administratives spécialisées de l’État fixées par décret (CNIL, CSA).
Par ailleurs l'administration d’État est parfois conduite à recruter ou à conserver des contractuels pour une durée indéterminée : 
- soit lorsque la loi le prévoit ; ainsi, la loi relative aux libertés et responsabilités des universités a autorisé ces dernières à recruter des contractuels à durée indéterminée pour des activités d'enseignement-recherche ou d'administration (les CDD - post-doctorats, ATER, etc. - étaient déjà autorisés) ; certains établissements publics à caractère administratif sont par ailleurs autorisés de manière dérogatoire à un recrutement de contractuels pour des besoins permanents ;
- soit après six années de contrat à durée déterminée, lorsque l'administration entend renouveler le contrat, et ce depuis la loi du 26 juillet 2005[50] ;
- si le contractuel est âgé de plus de 50 ans et qu'il compte plus de six ans d'activité en CDD le contrat est obligatoirement transformé en CDI ;
- soit lorsque l'administration reprend une activité précédemment exercée par un organisme de droit privé ; les salariés qui bénéficiaient d'un contrat à durée indéterminée se voient proposer un contrat de droit public à durée indéterminée.

Les agents contractuels de la fonction publique d’État sont régis par des dispositions spécifiques et notamment le décret no 86-83 du 17 janvier 1986 relatif aux dispositions générales applicables aux agents non titulaires de l'État modifié par deux décrets de 2014. Dans la fonction publique d’État, en 2017, la part des contractuels dans les établissements publics administratifs est beaucoup plus importante que dans les ministères, respectivement de 61,9 % et de 8,7 % et « cette surreprésentation des contractuels dans les EPA provient de l’autorisation accordée à certains établissements publics, en raison de leur mission, de déroger au principe général selon lequel les emplois permanents sont occupés par des fonctionnaires ». Dans les ministères, le nombre de contractuels a augmenté de 16 % entre 2011 et 2017 : la proportion de contractuels est plus élevée au sein des ministères sociaux (principalement du fait de Pôle emploi et de l’établissement français du sang dont l’ensemble des agents relèvent du statut de contractuel). Au sein du ministère de la Culture, plus de la moitié des agents sont employés sous statut contractuel. À l’inverse, la part des contractuels est plus faible au sein des ministères où la présence des militaires est très importante.

#### Fonction publique territoriale
L'entrée au service d'agents non titulaires est prévue pour le remplacement d'un fonctionnaire, l'affectation à un emploi temporaire, et, en ce qui concerne les contrats, afin d'occuper des emplois permanents à temps partiel dans les petites communes et des emplois permanents lorsqu'aucun cadre d'emplois n'est susceptible d'assurer les fonctions correspondantes.
Le recours aux agents contractuels territoriaux revêt certaines particularités spécifiques à la fonction publique territoriale.

#### Fonction publique hospitalière
Les emplois de la fonction publique hospitalière sont normalement occupés par des fonctionnaires mais dans certains cas, les établissements publics de santé peuvent recruter des agents contractuels. La loi no 86-33 du 9 janvier 1986 portant dispositions statutaires relatives à la fonction publique hospitalière et le décret no 91-155 du 6 février 1991 prévoient la possibilité de recruter des agents contractuels, par dérogation au principe selon lequel les emplois permanents de la fonction publique hospitalière sont occupés par des fonctionnaires, pour diverses raisons:
- lorsque la nature des fonctions ou les besoins du service le justifient, notamment lorsqu'il n'existe pas de corps de fonctionnaires hospitaliers pouvant assurer ces fonctions ou lorsqu'il s'agit de fonctions nouvelles ou nécessitant des connaissances techniques très spécialisées ;
- pour remplacer temporairement un fonctionnaire ou un autre contractuel ;
- pour faire face à un accroissement temporaire d'activité qui ne peut pas être assuré par des fonctionnaires ;
- par ailleurs, l'emploi de directeur d'établissement hospitalier peut être occupé par un agent contractuel.

La durée du contrat (déterminée ou indéterminée) dépend du motif du recrutement. Par exemple, lorsqu’un agent contractuel est recruté pour faire face à un accroissement temporaire d’activité, le recrutement s'effectue en CDD de 12 mois maximum, renouvellement inclus, au cours d'une période de 18 mois consécutifs.
Selon l’INSEE, en 2017 les effectifs en fonction publique hospitalière sont en stabilisation après plusieurs années de ralentissement. Le nombre de contrats aidés connaît une diminution de - 7 300 et les fonctionnaires - 6 400. Cependant, il a été constaté par l’INSEE que ces diminutions tendent à être compensées par les + 12 500 contractuels. Cette hausse du nombre de contractuels « résulte principalement de recrutements d’infirmiers et d’aides-soignants […] »..
Parallèlement, en lien avec la gestion des ressources humaines, ces recrutements d’agents contractuels vont prendre de plus en plus de place au sein de la fonction publique hospitalière. Des coûts supplémentaires sont à prévoir notamment avec la rémunération des agents en remplacement en plus du maintien de celui des agents en arrêt. Apparaît également une charge de travail supplémentaire pour les directions des ressources humaines avec le recrutement de contractuels en CDD pour remplacer les agents en arrêt de travail.

### Modalités d’accès aux emplois de contractuels et procédure de recrutement

#### Modalités d’accès aux emplois de contractuels
Les conditions que doivent remplir les agents contractuels pour être recrutés sont quasiment identiques que celles exigées pour les fonctionnaires titulaires.
Pour accéder aux concours de la fonction publique, diverses conditions générales sont ainsi exigées et certaines sont également exigées pour devenir contractuel au sein de la fonction publique:
- Nationalité : en principe, « la nationalité française est nécessaire pour accéder à l’emploi public »[59]. Seules les personnes ressortissant d’un État membre de l’Union européenne ou d’un État partie à l’accord sur l’Espace économique européen peuvent devenir fonctionnaires. La condition de nationalité n’est pas exigée pour recruter un agent contractuel et cela vaut pour le recrutement d’agents contractuels dans les trois fonctions publiques. Ainsi, « il appartient au gouvernement d’apprécier si, compte tenu de la mission de chaque service et la nature des fonctions à exercer, il y a lieu ou non de recruter des personnes de nationalité étrangère en qualité de contractuel. Cette appréciation peut être portée, soit à l’occasion de chaque mesure de recrutement, soit par voie générale, en fixant les conditions de recrutement pour des services et emplois déterminés »[60].
- Aptitude physique : un candidat ne peut devenir fonctionnaire « s'il ne remplit les conditions d'aptitude physique exigées pour l'exercice de la fonction compte tenu des possibilités de compensation du handicap »[11]. Cette condition d’aptitude physique est exigée pour être recruté en qualité de contractuel et cette aptitude est vérifiée dans les mêmes conditions que celles prévues par la réglementation applicable aux fonctionnaires. Ainsi, une visite médicale doit être effectuée avant le recrutement afin de déterminer si l’agent est physiquement apte à l’exercice des fonctions pour lesquelles il a postulé et si l’emploi nécessite des conditions particulières d’aptitude physique, le certificat médical devra indiquer que l’intéressé satisfait à ces conditions.
- Les candidats doivent jouir de leurs droits civiques ; ne pas avoir subi de condamnations figurant au bulletin no 2 du casier judiciaire incompatibles avec l’exercice des fonctions et être en situation régulière au regard des obligations du service national[11]. Ces conditions sont également applicables aux agents recrutés sur un emploi contractuel.

Pour le recrutement d’agents contractuels et de fonctionnaires dans la fonction publique hospitalière, ces conditions identiques sont encadrées par l’article 3 du décret no 91-155 du 6 février 1991 relatif aux dispositions générales applicables aux agents contractuels des établissements mentionnés à l'article 2 de la loi no 86-33 du 9 janvier 1986 modifiée portant dispositions statutaires relatives à la fonction publique hospitalière.
Pour le recrutement d’agents contractuels et de fonctionnaires dans la fonction publique d’État, les conditions sont identiques et sont encadrées par l’article 3 du décret no 86-83 du 17 janvier 1986 relatif aux dispositions générales applicables aux agents contractuels de l'État pris pour l'application des articles 7 et 7 bis de la loi no 84-16 du 11 janvier 1984 portant dispositions statutaires relatives à la fonction publique de l'État.
Enfin, pour la fonction publique territoriale, les mêmes conditions s’imposent pour le recrutement d’agents contractuels et de fonctionnaires. Ainsi, l’article 2 du décret no 88-145 du 15 février 1988 pris pour l'application de l'article 136 de la loi du 26 janvier 1984 modifiée portant dispositions statutaires relatives à la fonction publique territoriale et relatif aux agents contractuels de la fonction publique territoriale modifié par l’article 6 du décret no 2015-1912 du 29 décembre 2015 portant diverses dispositions relatives aux agents contractuels de la fonction publique territoriale énonce les conditions de recrutement des agents contractuels territoriaux.

#### Procédure de recrutement

##### Recrutement sur un emploi permanent
Très récemment, le décret no 2019-1414 du 19 décembre 2019 relatif à la procédure de recrutement afin de pourvoir les emplois permanents de la fonction publique ouverts aux agents contractuels fixe notamment les principes généraux et les modalités de la procédure de recrutement applicable au recrutement d’agents contractuels sur des emplois permanents au sein de la fonction publique pour les trois versants. Ce décret prévoit ainsi que: 
1. L’autorité compétente doit procéder à la publication par tout moyen approprié, des modalités de la procédure de recrutement applicable aux emplois permanents susceptibles d’être occupés par des agents contractuels qu’elle décide de pourvoir et elle doit assurer la publication de l’avis de vacance ou de création de l’emploi permanent à pourvoir sur l’espace numérique commun aux trois fonctions publiques. L’avis de vacance ou de création de l’emploi doit être accompagné d’une fiche de poste qui précise notamment les missions du poste ; les qualifications requises pour l’exercice des fonctions ; les compétences attendues ; les conditions d’exercice et, le cas échéant, les sujétions particulières attachées à ce poste.
2. L’autorité de recrutement doit vérifier la recevabilité de chaque candidature au regard des dispositions législatives et réglementaires régissant l’accès à l’emploi permanent à pourvoir et son occupation. Par ailleurs, elle peut écarter toute candidature qui ne correspond pas au profil recherché.
3. Les candidats sont convoqués à un ou plusieurs entretiens de recrutement. Lors de ces entretiens, une information relative aux obligations déontologiques est fournie aux candidats. À l’issue des entretiens de recrutement, un document précisant les appréciations portées sur chaque candidat présélectionné au regard de ses compétences, aptitudes, qualifications et expérience professionnelles …  doit être rempli par les personnes ayant conduit le ou les entretiens et ce document doit être transmis à l’autorité de recrutement qui décidera de la suite donnée à la procédure.
4. À l'issue du ou des entretiens de recrutement, un document précisant les appréciations portées sur chaque candidat présélectionné au regard de ses compétences, aptitudes, qualifications et expérience professionnelles, potentiel et capacité à exercer les missions dévolues à l'emploi permanent à pourvoir est établi par la ou les personnes ayant conduit le ou les entretiens.
5. Enfin, l'autorité de recrutement décide de la suite donnée à la procédure de recrutement. Elle informe, par tout moyen approprié, les candidats non retenus de la décision de rejet de leur candidature.

Ces différentes étapes sont conduites par les autorités compétentes de chaque fonction publique concernée par le recrutement d’un agent contractuel. Pour chaque fonction publique, les règles applicables à la procédure de recrutement des agents contractuels sont strictement encadrées.
Dans la fonction publique d’État, la procédure de recrutement d’agents contractuels sur des emplois permanents est prévue par le décret no 86-83 du 17 janvier 1986 relatif aux dispositions générales applicables aux agents contractuels de l'État pris pour l'application des articles 7 et 7 bis de la loi no 84-16 du 11 janvier 1984 portant dispositions statutaires relatives à la fonction publique de l'État. Le décret no 2019-1414 du 19 décembre 2019 y insère en effet neuf articles précisant la procédure à suivre (articles 3-3 à 3-10).
Les cas de recours aux contractuels soumis à la procédure de recrutement du décret du 19 décembre 2019 au sein de la fonction publique d’État sont les suivants : 
- Les emplois des établissements publics de l’État, sous réserve des dispositions du code de la recherche pour les agents publics qui y sont soumis ;
- Les emplois occupés par les assistants d’éducation, les maîtres d’internat et les surveillants d’externat des établissements d’enseignement ;
- Les emplois ne correspondant à aucun corps de fonctionnaires susceptibles d’assurer les fonctions correspondantes, ou  lorsque la nature des fonctions ou les besoins des services le justifient. des emplois ne nécessitant pas une formation statutaire donnant lieu à titularisation dans un corps de fonctionnaires ;
- Les emplois qui, correspondant à un besoin permanent, impliquent un service à temps incomplet d’une durée n’excédant pas 70 % d’un service à temps complet ;
- Les remplacements de fonctionnaires ou contractuels occupant les emplois permanents de l’État, momentanément indisponibles (en raison d’un congé annuel, d’un congé de maladie, de grave ou de longue maladie, d’un congé de longue durée, d’un congé pour invalidité temporaire imputable au service, d’un congé de maternité ou pour adoption, d’un congé parental, d’un congé de présence parentale, d’un congé de solidarité familiale, de l’accomplissement du service civil ou national, du rappel ou du maintien sous les drapeaux, de leur participation à des activités dans le cadre des réserves opérationnelle, de sécurité civile ou sanitaire ou en raison de tout autre congé régulièrement octroyé en application des dispositions réglementaires applicables aux agents contractuels de l’État) ;
- Pour les besoins de continuité du service, du recrutement d’agents contractuels recrutés pour faire face à une vacance temporaire d’emploi dans l’attente du recrutement d’un fonctionnaire.

Dans la fonction publique hospitalière, à la suite de l'article 3-1 du décret no 91-155 du 6 février 1991 relatif aux dispositions générales applicables aux agents contractuels des établissements mentionnés à l'article 2 de la loi no 86-33 du 9 janvier 1986 modifiée portant dispositions statutaires relatives à la fonction publique hospitalière ont été insérés neuf articles avec l’article 6 du décret no 2019-1414 du 19 décembre 2019 relatif à la procédure de recrutement pour pourvoir les emplois permanents de la fonction publique ouverts aux agents contractuels. Ces articles reprennent la procédure classique de recrutement sur un emploi permanent. Il est cependant à noter concernant la fonction publique hospitalière que le champ d’application est spécifique. En effet, si cette procédure ne s’applique pas aux emplois de direction, elle est valable notamment pour : les emplois permanents mentionnés à l’article 9, les remplacements momentanés de fonctionnaires ou d'agents contractuels (article 9-1, I) et les vacances temporaires d'emploi dans l'attente du recrutement d'un fonctionnaire (article 9-1, II) de la loi du 9 janvier 1986.
Dans la fonction publique territoriale, la procédure de recrutement d’agents contractuels sur un emploi permanent présente des spécificités encadrées par l’article 5 du décret no 2019-1414 du 19 décembre 2019 relatif à la procédure de recrutement pour pourvoir les emplois permanents de la fonction publique ouverts aux agents contractuels qui insère après l'article 2-1 du Décret no 88-145 du 15 février 1988 articles relatifs à la procédure de recrutement.

##### Recrutement sur un emploi non permanent
Dans la fonction publique d’État et la fonction publique hospitalière, la procédure de recrutement d’agents contractuels sur un emploi non permanent est similaire à la procédure de recrutement d’agents contractuels sur un emploi permanent. Dans la fonction publique territoriale, la procédure de recrutement d’agents contractuels sur un emploi non permanent présente des spécificités.

### Période d’essai
L’article 9 du décret no 86-83 du 17 janvier 1986 relatif aux dispositions générales applicables aux agents contractuels de l'État pris pour l'application des articles 7 et 7 bis de la loi no 84-16 du 11 janvier 1984 portant dispositions statutaires relatives à la fonction publique de l'État, pose les conditions de la période d’essai pour les agents contractuels. L’alinéa premier prévoit que «Le contrat ou l'engagement peut comporter une période d'essai qui permet à l'administration d'évaluer les compétences de l'agent dans son travail et à ce dernier d'apprécier si les fonctions occupées lui conviennent». Il s’agit d’un procédé similaire aux périodes d’essais instituées dans les contrats de droit privé.
Cependant, il est important de rappeler que la « période d'essai ne peut être prévue lorsqu'un nouveau contrat est conclu ou renouvelé par une même autorité administrative avec un même agent pour exercer les mêmes fonctions que celles prévues par le précédent contrat, ou pour occuper le même emploi que celui précédemment occupé. »

L’article 9 poursuit en indiquant les différents durées de la période d’essai:
« La durée initiale de la période d'essai peut être modulée à raison d'un jour ouvré par semaine de durée de contrat, dans la limite :
- de trois semaines lorsque la durée initialement prévue au contrat est inférieure à six mois ;
- d'un mois lorsque la durée initialement prévue au contrat est inférieure à un an ;
- deux mois lorsque la durée initialement prévue au contrat est inférieure à deux ans ;
- de trois mois lorsque la durée initialement prévue au contrat est supérieure ou égale à deux ans ;
- de quatre mois lors le contrat est conclu à durée indéterminée.
La période d'essai peut être renouvelée une fois pour une durée au plus égale à sa durée initiale.

La période d'essai et la possibilité de la renouveler sont expressément stipulées dans le contrat ou l'engagement ».
Si un licenciement est possible durant la période d’essai celui-ci doit expressément être motivé et « ne peut intervenir qu'à l'issue d'un entretien préalable » et celui-ci « ne donne pas lieu au versement de l'indemnité ».
Pour la fonction publique hospitalière les délais sont identiques à ceux de la fonction publique d’État. Ils sont encadrés par l’article 7 du décret no 91-155 du 6 février 1991 relatif aux dispositions générales applicables aux agents contractuels des établissements mentionnés à l'article 2 de la loi no 86-33 du 9 janvier 1986 modifiée portant dispositions statutaires relatives à la fonction publique hospitalière.
Concernant la fonction publique territoriale les délais sont identiques sauf concernant le délais qui est de trois mois lorsque le contrat est conclu à durée indéterminée en vertu de l’article 9 décret no 2015-1912 du 29 décembre 2015 portant diverses dispositions relatives aux agents contractuels de la fonction publique territoriale modifiant l’article 4 du décret no 88-145 du 15 février 1988 pris pour l'application de l'article 136 de la loi du 26 janvier 1984 modifiée portant dispositions statutaires relatives à la fonction publique territoriale et relatif aux agents contractuels de la fonction publique territoriale.

### Nature juridique du contrat
Un agent contractuel est un agent non statutaire de l'administration, dont la situation est notamment régie par un contrat qui détermine ses droits et obligations. La jurisprudence a longtemps considéré que le contrat ne relevait du droit public que par exception, soit si les fonctions exercées ne pouvaient, par nature, « n'être attribuées qu'à des agents liés dans des conditions du droit public », soit s'il comportait une clause exorbitante du droit commun ; sans l'une de ces conditions, le contrat relevait du droit privé, et les éventuels litiges étaient du ressort des conseils de prud'hommes. En 1954, la jurisprudence dite Vingtain-Affortit élargit le domaine du contrat de droit public en considérant que tous les agents qui participent directement à l'exécution même du service public administratif sont sous contrat de droit public. Il a été ainsi jugé qu'un professeur sous contrat relevait du droit public quand il formait le personnel paramédical, mais du droit privé quand il s'occupait du personnel de ménage.
La notion d’agent contractuel de droit public a évolué en 1996 avec l’arrêt dit Berkani du Tribunal des conflits. En effet, depuis cet arrêt, est un agent de droit public, l’agent recruté par une collectivité quel que soit son emploi, du moment qu’il est employé par une collectivité et qu’il travaille pour le compte d’un service public administratif.
Le contrat liant l’administration et l’agent contractuel est un contrat de droit public lorsque l’agent est recruté par un employeur public et qu’il travaille pour le compte d’un service public administratif. Cette situation est valable sauf si le contrat est de droit privé par détermination de la loi. C'est le cas des emplois-jeunes ou d'autres contrats aidés, de même que des contrats d’apprentissage. À l’inverse, ce contrat est un contrat de droit privé lorsque les agents travaillent pour un service public industriel ou commercial.

### Renouvellement du contrat
En France, la loi 2005-843 du 26 juillet 2005 portant diverses mesures de transposition du droit communautaire à la fonction publique introduit des mesures de lutte contre la précarité. Les articles 13, 15 et 19 sont relatifs aux fonctions publiques d'État, territoriale, et hospitalière.

Elle apporte une modification substantielle en prévoyant que :
« Les agents contractuels sont engagés par des contrats à durée déterminée, d'une durée maximale de trois ans. Ces contrats sont renouvelables, par reconduction expresse. La durée des contrats successifs ne peut excéder six ans. Si, à l'issue de la période maximale de six ans mentionnée à l'alinéa précédent, ces contrats sont reconduits, ils ne peuvent l'être que par décision expresse et pour une durée indéterminée ».
Pour la fonction publique d’État et la fonction publique hospitalière, au-delà de 6 ans de CDD le renouvellement du contrat ne peut être fait qu’en CDI si l'agent a été recruté pour l'un de ces motifs :
- absence de corps de fonctionnaires susceptibles d'assurer les fonctions recherchées
- exercice de fonctions nouvellement prises en charge par l'administration ou nécessitant des connaissances techniques hautement spécialisées.
- Par ailleurs, au-delà de 6 années de CDD sur un emploi à temps non complet, le renouvellement du contrat se fait exclusivement sous forme de CDI.

Dans certains cas, le recrutement d’un contractuel peut se faire directement sous forme de CDI : 
- lorsque le recrutement est motivé par l'absence de corps de fonctionnaires susceptibles d'assurer les fonctions recherchée ;
- lorsque le recrutement se fait sur un emploi à temps non-complet ;
- au bout de 6 ans de services publics dans des fonctions relevant de la même catégorie hiérarchique et exercées auprès du même département ministériel, de la même autorité publique ou du même établissement public.

Dans la fonction publique territoriale, l'employeur public ne peut proposer un contrat à durée indéterminée (CDI) que dans un nombre limité de cas et ne peut transformer un CDD et CDI que dans certaines conditions.

### Fin du contrat
Comme le contrat de fonction publique est en principe à durée déterminée, il s'éteint à l'issue du terme pour lequel il avait été conclu, sauf renouvellement. Toutefois, l'agent peut se voir proposer immédiatement un nouveau contrat, par exemple si un autre poste est à pourvoir. Au bout de six ans en qualité de contractuel, le renouvellement ne peut se faire que pour une durée indéterminée.
En outre, le contrat peut prendre fin pour les mêmes raisons que la fin d'emploi d'un fonctionnaire ; par exception, en cas de faute grave, l'agent contractuel peut être licencié à la suite d'une mesure disciplinaire.
La fin du contrat d’un agent contractuel est comparable à la fin d’un CDD de droit privé sur divers points. Lorsqu'un agent contractuel a été engagé pour une durée déterminée susceptible d'être renouvelée en application des dispositions législatives ou réglementaires qui lui sont applicables, l'autorité territoriale lui notifie son intention de renouveler ou non le contrat dans un délai de prévenance qui doit être respecté. Le juge considère que le non-respect du délai de prévenance n’est pas susceptible d’entraîner l’illégalité de la décision de non renouvellement mais peut engager la responsabilité de l’administration. En matière de délais de prévenance, le droit applicable aux agents contractuels de droit public est plus favorable que le droit privé puisque l’employeur n’a pas à notifier à son salarié sa volonté de renouveler ou non le CDD qui arrive à échéance.
L'indemnité de précarité, dispositif propre au code du travail et applicable aux contrats de droit privé, n'est pas exigible pour les agents en fin de contrat public. En revanche, les droits aux allocations chômage sont similaires à ceux des salariés de droit privé, la particularité étant que c'est l'administration qui verse l'allocation à ses anciens agents quand elle n'a pas passé de convention de gestion avec Pôle Emploi.
Le contrat prend également fin si l'agent contractuel devient titulaire de la fonction publique :
- parce qu'il a réussi un concours de la fonction publique et a été titularisé dans un corps ou un cadre d'emplois ;
- parce qu'il a bénéficié d'un recrutement sans concours dans la fonction publique (en particulier pour les emplois de catégorie C) ;
- par titularisation directe dans le cas des travailleurs handicapés.

### Protection sociale
L'employeur (l'État, collectivité territoriale, collectivité hospitalière) ne souscrit pas d'assurance complémentaire à la sécurité sociale pour la santé de ses contractuels (CDD, CDI) de la fonction publique. Le contractuel doit donc y souscrire à titre individuel.
À l'inverse, pour les contrats (CDD ou CDI) de droit privé, l'État a imposé aux entreprises l'obligation de souscrire des contrats collectifs salariés auprès des assurances complémentaires à la sécurité sociale pour mieux protéger leurs salariés.